# Sixpence

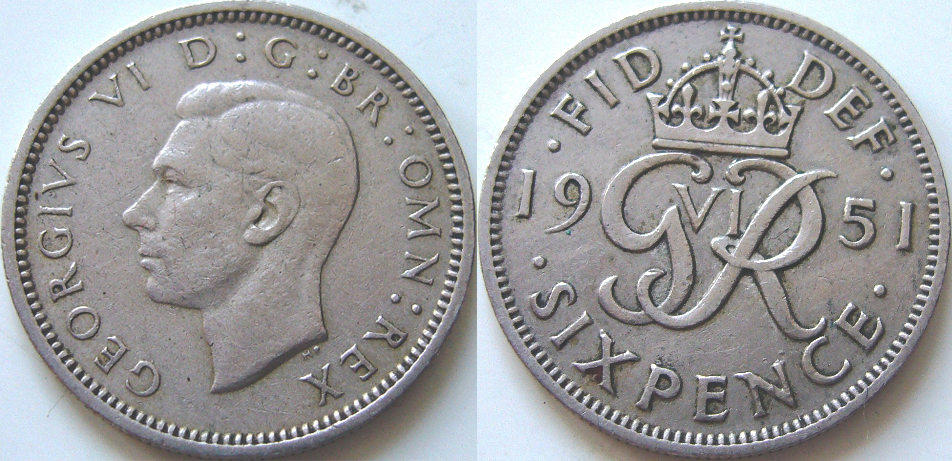
6 Pence von 1951 mit König George VI. im Avers

Der Sixpence war ein Münznominal des Vereinigten Königreichs im Wert von 6 alten Pence oder einem halben Schilling.
Die ersten Sixpence-Münzen wurden im Königreich England unter Eduard VI. 1551 geprägt (bis 1946 in Silber, von 1947 bis 1970 in Kupfernickel). 1971, mit der Einführung des Dezimalsystems, galt er 2½ neue Pence, 1973 wurde er offiziell ungültig, blieb aber als Automatenmünze in Gebrauch. Erst 1980 wurde der Sixpence endgültig aus dem Umlauf genommen.
Irland prägte auch nach der Unabhängigkeit das Irische Pfund bis 1971 weiter im £sd-System. Der von William Butler Yeats entworfene Sixpence hieß auf Irisch réal (bis 1947 reul geschrieben), benannt nach der etwa gleichwertigen spanisch-amerikanischen Silbermünze.
Sixpence sind vor allem in Großbritannien ein weit verbreitetes Glückssymbol. So werden sie unter anderem traditionell in Christmas Puddings eingebacken und Queen-Gitarrist Brian May nutzt eine solche Münze zum Spielen seiner Gitarre (Red Special) anstatt eines Plektrums.
Die britische Progressive-Rock-Band Procol Harum veröffentlichte 1968 das Lied In The Wee Small Hours Of Sixpence.